# Someone to Watch Over Me
Someone to Watch Over Me è un brano musicale del 1926 composto da George Gershwin con testo scritto da Ira Gershwin e Howard Dietz. La canzone venne scritta per il musical Oh, Kay! (1926), con la versione originale cantata dall'attrice inglese Gertrude Lawrence nel circuito di Broadway.

## Tracce
- 7"

1. Someone to Watch Over Me
2. Do, Do, Do (B-side)

## Cover
Il brano è stato registrato da molti artisti tra cui Frank Sinatra (1946 e 1954), Ella Fitzgerald (1950 e 1959), Sarah Vaughan (1957), Dakota Staton (1960), Barbra Streisand (1965), Ray Charles (1969), Willie Nelson (1978), Sinéad O'Connor (1992), Rickie Lee Jones (2000), Elton John (2002) e Amy Winehouse (2008). Nelson Riddle ne ha arrangiato due versioni orchestrali; una per Keely Smith (1959) ed una per Linda Ronstadt (1983).